# Villes libres de Menton et Roquebrune
 (novembre 2018).
Si vous disposez d'ouvrages ou d'articles de référence ou si vous connaissez des sites web de qualité traitant du thème abordé ici, merci de compléter l'article en donnant les références utiles à sa vérifiabilité et en les liant à la section « Notes et références ».

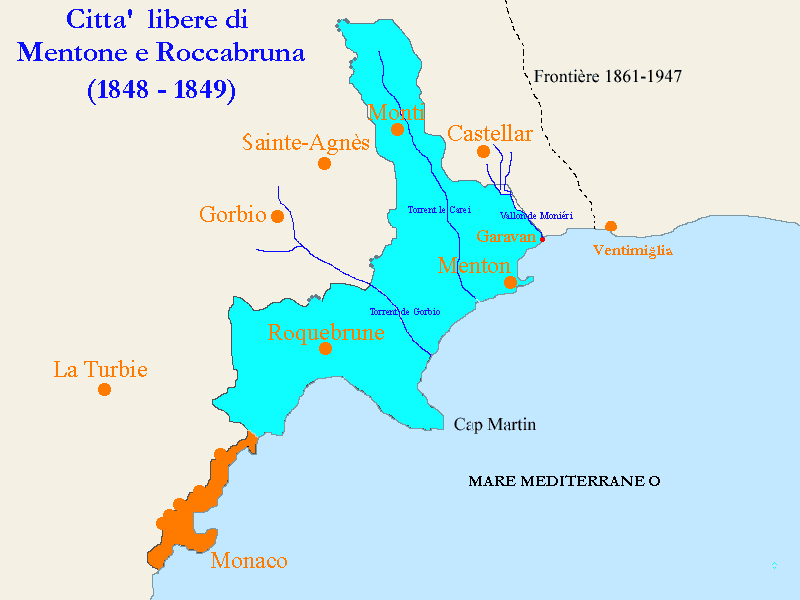
La principauté de Monaco (en orange) avec les Villes libres de Menton et Roquebrune (en bleu) en 1848.

Les villes libres de Menton et Roquebrune (italien : città libere di Mentone e Roccabruna ; monégasque : vile li̍bere de Mentu̍n e Rocabrüna), parfois simplement Menton et Roquebrune, sont une union des deux villes libres de Menton et Roquebrune sous la protection du royaume de Sardaigne.

## Histoire
Le règne du prince souverain de Monaco Honoré V entre 1819 et 1841 est marqué par la volonté de ce dernier de rétablir, comme la plupart des souverains européens, une monarchie absolutiste souhaitant ainsi gommer l'héritage de la Révolution française. La perte des domaines princiers de Monaco en France et des revenus qu'ils procuraient incite le pouvoir monégasque à augmenter les impôts dans la principauté. Cette augmentation est largement supportée par Menton et Roquebrune qui forme alors les trois quarts de la population du pays. 
Le mécontentement est d'autant plus grand que l'économie de ces deux territoires est principalement basée sur l'activité agricole dont les ressources dépendent des aléas climatiques et autres catastrophes naturelles. De plus, Mentonnais et Roquebrunois ont de plus en plus de mal à accepter d'assumer l'essentiel des subsides de la principauté alors que la quasi-totalité du pouvoir se concentre sur « le Rocher ».
En 1841, après vingt-six années de règne durant lesquels il n'a rendu visite à ses états que quatre fois, Honoré V meurt. Son frère Florestan Ier lui succède et fait alors de vagues promesses à la population afin d'améliorer la situation, et qui ne sont guère suivies de faits.
En 1847, des émeutes éclatent dans les villes de Menton et Roquebrune.
Le 25 novembre 1847, sur demande du prince de Florestan Ier, l'ordre public est rétabli, dans les deux villes, par le royaume de Sardaigne.
Le 2 mars 1848, jour où les troupes sardes retournent dans leurs cantonnements, Menton se déclare ville libre : le drapeau sarde est arboré ; une commission provisoire de trente-neuf membres élus par acclamation est constituée ; le maire de Menton, Charles Trenca en est le président.
Cinq jours plus tard, le 7 mars, la Commission s'adjoint soixante et un citoyens, élus par acclamation.
Le 21 mars, l'union des villes libres de Menton et Roquebrune naquit officiellement. Elle se plaça sous la protection du royaume de Sardaigne et avec à la tête le maire de Menton, Carlo Trenca.
La déclaration du 21 mars 1848 est ainsi rédigée :
La Commission de Menton, de concert avec celle de Roquebrune, réunie en séance extraordinaire :
Attendu que depuis l'organisation du gouvernement provisoire, constitué le 2 de ce mois, tous les actes officiels du prince, loin de tendre à faire disparaître les causes qui ont nécessité cette détermination du peuple, n'ont eu d'autre but que d'accroître l'exaspération publique ;
Que la révocation de tous les officiers publics faisant partie de la commission a rendu impossibles tous les actes de l'état civil, les actes à cause de mort, et toute transaction sociale ;
Que des tentatives ont été faites à l'extérieur pour entraver tout commerce d'exportation, seule ressource du pays ;
Qu'en jetant ainsi la perturbation dans les intérêts, le Pouvoir n'a visé qu'à amener le désordre et l'anarchie ;
Attendu qu'une pareille situation ne saurait se prolonger plus longtemps, et qu'il est urgent de la régulariser ;
La Commission, adhérant à la volonté unanime et énergique du peuple de briser irrévocablement avec un pouvoir dont les monopoles, l'arbitraire et l'oppression ont été depuis trente-trois ans la seule et unique pensée, les seuls moyens de gouvernement ;
Arrête à l'unanimité :
La ville de Menton, dont Roquebrune demeure une annexe, est proclamée ville libre et indépendante, sous la protection de la Sardaigne (comme devant), pour ne plus faire partie de la principauté de Monaco
La limite qui séparait la commune de Roquebrune de celle de Monaco fixera la ligne de démarcation du territoire appartenant à la ville libre de Menton.
Le pavillon adopté se compose des couleurs suivantes placées verticalement, savoir :
Le vert, attaché à la hampe ;
Le blanc, ayant au centre deux mains entrelacées ;
Et le rouge, flottant à l'extrémité.
Les lois existantes continueront à être en vigueur jusqu'à ce qu'il soit ultérieurement statué.
Le président de la Commission et les consuls sont chargés de notifier à qui de droit le présent arrêté.
Menton, ville libre.
(Suivent les signatures des cent représentants composant la Commission)
Le 28 mai, le président Charles Trenca déclara les Grimaldi déchus dans les deux villes.
Le 18 septembre 1848, le Statut albertin entra temporairement en vigueur, à la place du monégasque.
Le 30 avril 1849, Charles Trenca démissionna de la présidence, mais resta maire de Menton.
De 1848 à 1861, les deux villes appartenaient de jure à la principauté de Monaco mais de facto au royaume de Sardaigne jusqu'à l'annexion du comté de Nice à la France. En effet, les 15 et 16 avril 1860, les habitants de Roquebrune et Menton sont consultés en même temps que ceux du comté de Nice sur leur volonté ou non de devenir français conformément aux accords de Plombières. Pour 833 voix contre 54 voix et 2 votes nuls, Mentonnais et Roquebrunois demandèrent massivement leur rattachement à la France.
Si le territoire de comté de Nice est officiellement cédé à la France le 14 juin 1860, le problème des deux villes libres ne fut définitivement résolu qu'après la signature d'un traité signé à Paris entre Napoléon III et le prince Charles III de Monaco le 2 février 1861, portant sur la cession des droits de souveraineté de la principauté sur ces deux communes, entérinant la volonté des habitants enregistrée lors du plébiscite d'avril 1860, ceci contre le versement d'une compensation de quatre millions de francs-or. En outre, la France promit la construction, à Monaco, d'une rue littorale et d'une gare sur la ligne de chemin de fer Marseille-Vintimille.